# وروتنابرد
وروتنابرد (ارمنی: Որոտանաբերդ) یک دژ استراتژیک در امتداد تپه مشرف به ژرف‌دره رود وروتان مابین روستاهای واغاتین وروتان در استان سیونیک، ارمنستان می‌باشد. ارتفاع وروتنابرد ۱٬۳۶۵ متر (۴٬۴۷۸ فوت) بالاتر از سطح می‌باشد

## تاریخ
وروتنابرد چندین بار توسط متجاوزان خارجی ویران شده‌است.